# Bellanca Cruisair

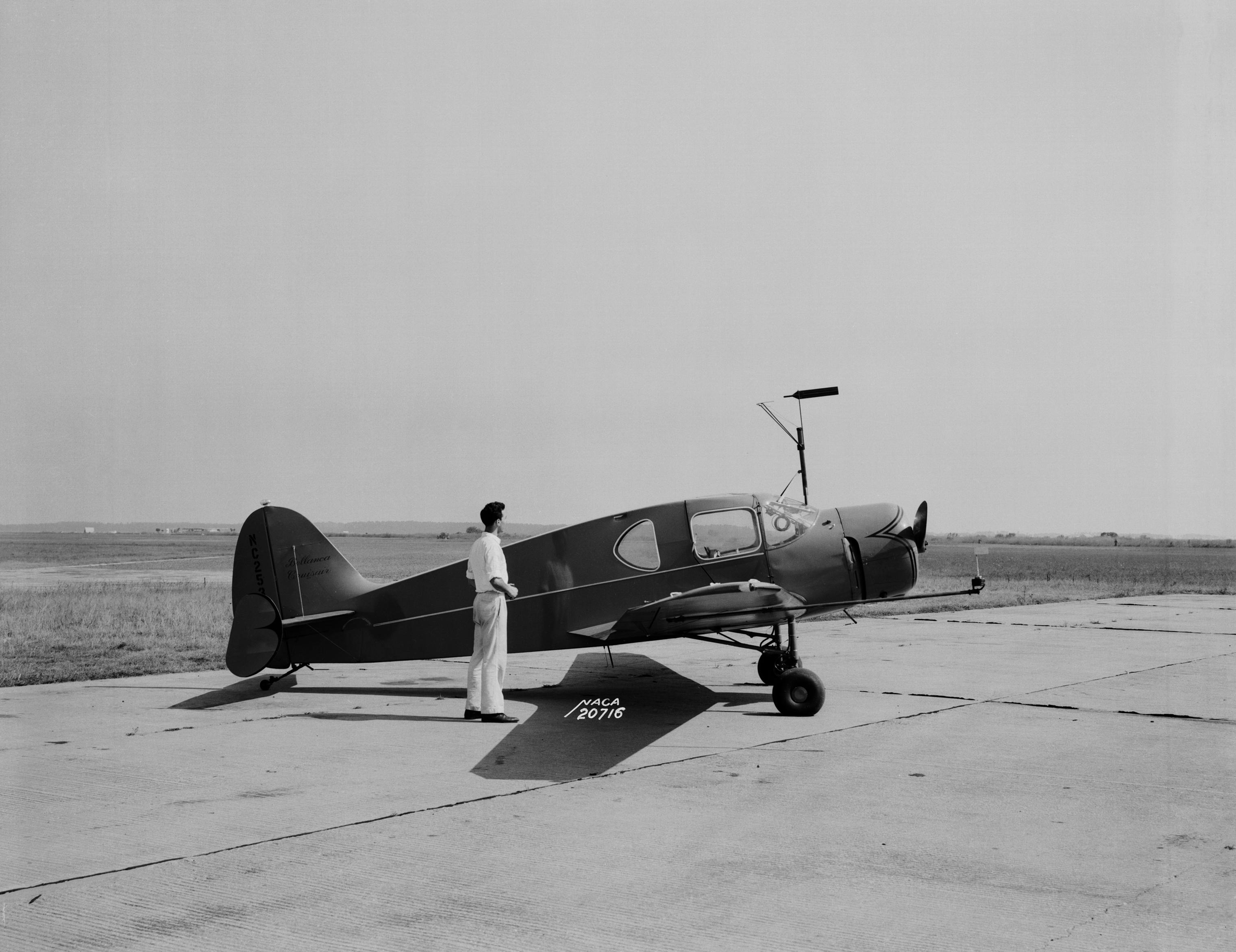
Bellanca 14-7 Cruisair

De Bellanca Cruisair is een Amerikaans eenmotorig passagiersvliegtuig. Het toestel maakte zijn eerste vlucht in december 1937. Totaal zijn er, inclusief alle varianten en opvolgers, meer dan 2000 van gebouwd - waarvan 50 voor de Tweede Wereldoorlog.

## Kenmerken
De Bellanca Cruisair is een laagdekker met vrijdragende vleugels. De romp is gemaakt van metalen buizen overtrokken met doek. De vleugelribben en bekleding zijn geheel geconstrueerd van hout. De Cruisair was het eerste in serie gebouwde lichte Amerikaanse passagierstoestel met intrekbaar landingsgestel. Het toestel is geliefd onder piloten door de uitstekende vliegeigenschappen en directe besturing.
De Bellanca Cruisair is gebouwd in diverse varianten. Het grootste verschil zit in de toegepaste motoren. De opvolger van de Cruisair, de Bellanca Viking, is te herkennen aan het grotere verticale staartvlak en neuswiel. De vliegtuigen zijn gebouwd bij verschillende vliegtuigfabrikanten: Bellanca, Downer, Aviabellanca, Northern Aircraft en Inter-Air. In 2005 is de laatste Bellanca Viking uit de fabriek gekomen, waarmee het ontwerp uit 1937 van Giuseppe Bellanca 68 jaar in productie is geweest.

## Varianten

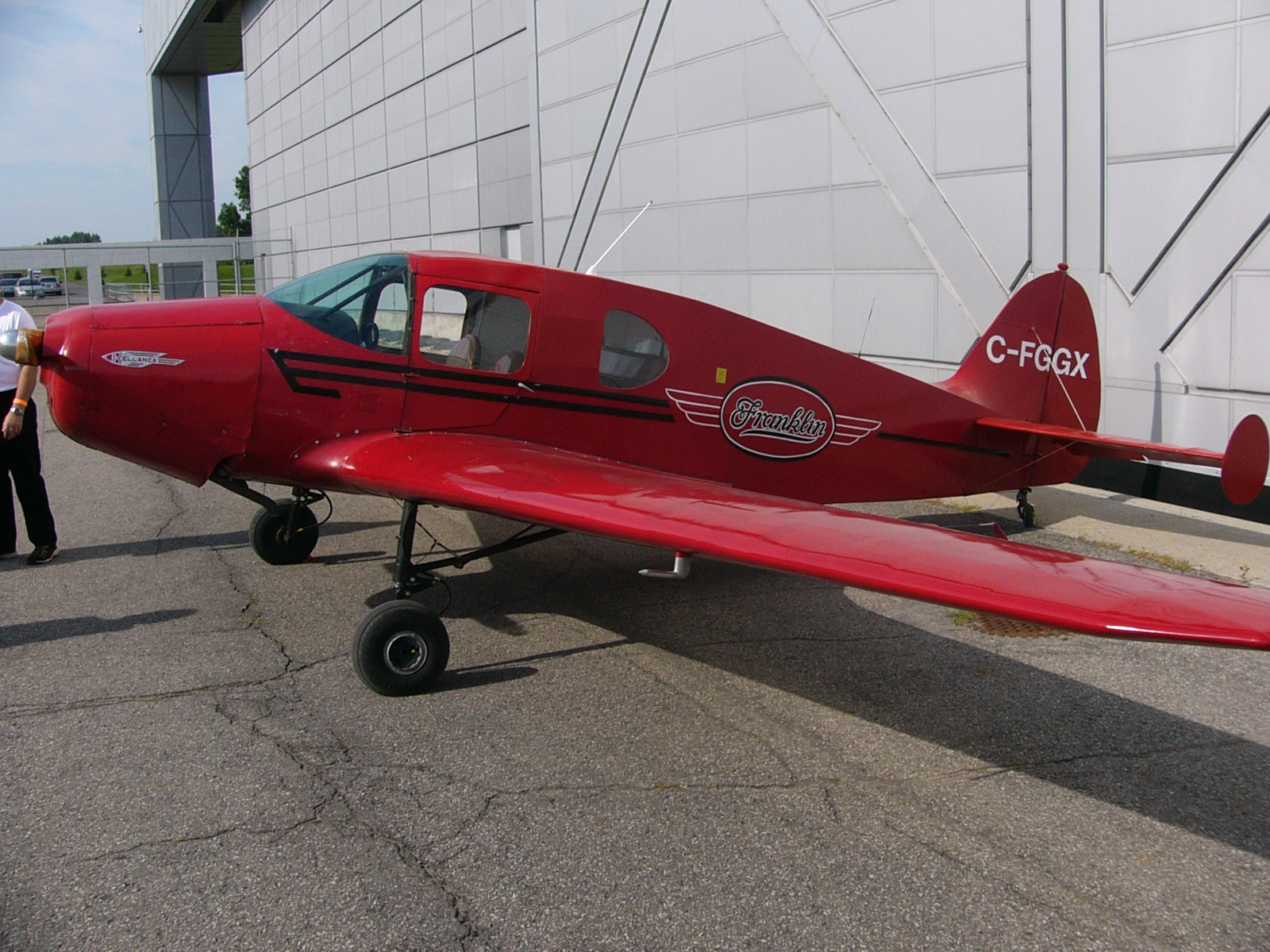
Bellanca 14-13-2 Cruisair

Bellanca 14-7 Cruisair
Prototype met vast onderstel en LeBlond 5E-stermotor.
14-7L - 14-7 met Lenape LM-5-motor.
14-9
Belangrijkste productieversie met intrekbaar landingsgestel en Ken-Royce 5F-stermotor.
14-9L – Uitgerust met een Lenape Brave-motor.
14-10L– Uitgerust met een 100 pk (75 kW) Lycoming-motor.
14-12- Met Franklin 6AC-motor.
14-13
Eerste 14-13-model geïntroduceerd in 1946.
14-13-2 – Aangepast model uit 1947. Met vernieuwde staartvlakken en een aparte bagagedeur.
14-13-3 – Verbeterd model uit 1948. Bleef in productie tot 1956.
14-13W – ‘Wagon’-versie met hout ingetimmerde cabine en uitneembare achterste stoelen.
T14-14
Militaire trainerversie (slechts één prototype gemaakt).
14-19
190 pk-versie uit 1949.
14-19-2 - 230 pk-versie uit 1957.
14-19-3 - 260pk, driepunts neuswiel-landingsgestel-versie uit 1959 van Downer Aircraft.
Downer 260
14-19-3 productieversie van Downer Aircraft Industries Inc.
Miller 260A
14-19 geproduceerd door Miller Flying Service, die de rechten had overgenomen van International Aircraft Mfg Inc. (Inter-Air).
Aviabellanca 260C
Model 14-19-3C-versie gebouwd vanaf 1960 door Inter-Air met aangepaste staart en een 260 pk (194 kW) Continental IO-470-F-motor.
Bellanca 17-30 Viking
Vierzitter  met 224 kW (300 pk) Continental IO-520-K-motor.
17-30A Super Viking 300A: Vierzitter  met 224 kW (300 pk) Continental IO-520-K-motor.
17-31 Viking 300: Vierzitter met 224 kW (300 pk) Lycoming IO-540-motor.
17-31A Super Viking 300A: Vierzitter met 224 kW (300 pk) Lycoming IO-540-K1ES-motor.
17-31ATC Super Viking 300A: Vierzitter met 224 kW (300 pk) Lycoming IO-540-K1ES-motor, plus twee Rajay-turboladers.
17-31TC Viking 300: Vierzitter met 224 kW (300 pk) Lycoming IO-540-K1ES-motor met turbolader.

## Specificaties
- Type: Bellanca 14-13-2 Cruisair

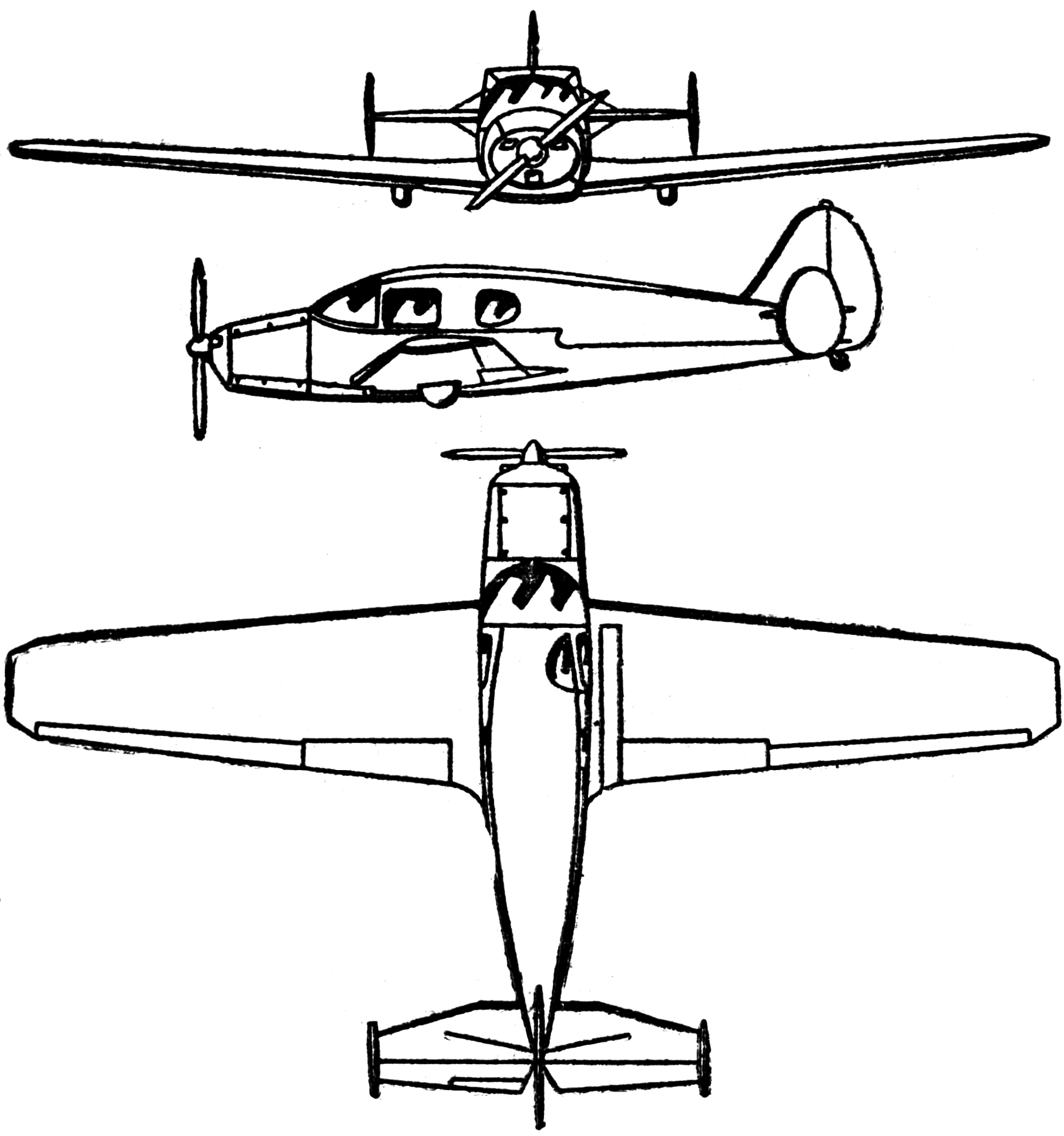
Bellanca 14-13-2 tekening

- Fabriek: Bellanca Aircraft Company
- Ontwerper: Giuseppe Mario Bellanca
- Bemanning: 1
- Passagiers: 3
- Lengte: 6,50 m
- Spanwijdte: 10,42 m
- Hoogte: 1,91 m
- Maximum gewicht: 975 kg
- Motor: 1 × Franklin 6A4-335-B3, zescilinder boxermotor 150 pk (112 kW)
- Propeller: Tweeblads
- Eerste vlucht: december 1937
- Aantal gebouwd type Cruisair: 50 voor WOII en 600 na WOII
- Aantal gebouwd type Viking, 1967-2005: 1356

Prestaties:
- Maximumsnelheid: 266 km/h
- Plafond: 5900 m
- Vliegbereik: 970 km

## Trivia
De avontuurlijke grootvader van Elon Musk, Joshua Haldeman, had een Bellanca Cruisair in bezit waarmee hij met zijn vrouw en kinderen (waaronder Musks moeder Maye) heeft rondgezworven van Noorwegen tot Zuid-Afrika en Australië. Waarbij in 1954 enkel met een kompas als navigatiemiddel de Indische Oceaan werd overgestoken.